# Смикув (гміна Ракув)
Смикув (пол. Smyków) — село в Польщі, у гміні Ракув Келецького повіту Свентокшиського воєводства.
Населення — 40 осіб (2011).
У 1975—1998 роках село належало до Келецького воєводства.

## Демографія
Демографічна структура на день 31 березня 2011 року:
|          | Загалом | Допрацездатний вік | Працездатний вік | Постпрацездатний вік |
| -------- | ------- | ------------------ | ---------------- | -------------------- |
| Чоловіки | 22      | 2                  | 17               | 3                    |
| Жінки    | 18      | 0                  | 7                | 11                   |
| Разом    | 40      | 2                  | 24               | 14                   |